# Стрипови које смо волели
Стрипови које смо волели: избор стрипова и стваралаца са простора бивше Југославије у XX веку (2011) је критички лексикон намењен најширој публици. По први пут у историји истраживања популарне културе на једном месту су представљана најважнија дела и ауторски опуси једног од средишта европског стрипа.
У књизи су дати основни подаци, узорци табли, као и критике или цитати из критика за око 400 стрипова од око 400 аутора (око 200 цртача, 150 сценариста, 50 књижевника по чијим делима су урађени стрипови).
Књигу су приредила и написала тројица аутора – Живојин Тамбурић, Здравко Зупан и Зоран Стефановић, уз помоћ стотинак критичара и аутора стрипа целог Западног Балкана. Предговор књизи је написао угледни британски историчар стрипа Пол Гравет.
Књига је објављена на српском језику, са најважнијим деловима и на енглеском, тако да има и енглески наслов: The Comics We Loved: Selection of 20th Century Comics and Creators from the Region of Former Yugoslavia. Издавач је „Омнибус“, Београд.

## Методологија
Југославија је у XX веку била подручје које не само што је гајило масовну стрипску културу, већ је дало и бројна добра остварења историји светског стрипа, па чак и нека ремек-дела. Та традиција се наставља и данас у земљама које су наследиле Југославију: Србији, Хрватској, Македонији, Словенији, Босни и Херцеговини и Црној Гори.
Критеријуми по којима су стрипови увршћени у критички лексикон јесу: естетски и занатски домети, омиљеност код публике, посебност у изразу или утицају, социолошка релевантност, али и куриозитети.
Књигу одликују и бројни ексклузивни подаци, али и поновно откривање многих заборављених ауторских опуса након више деценија заборава.

## Критичка рецепција
- „Када на једном месту добијете уредно побројане најважније ауторе, издања, уреднике, теоретичаре и критичаре стрипа, онда то значи да је пред вама водич у који можете имати бескрајно поверење.“ — Момчило Рајин (историчар уметности, уредник и публициста)
- „Стрипови које смо волели Живојина Тамбурића, Здравка Зупана и Зорана Стефановића представља пионирски подухват у области историје и критике девете уметности у Србији и Југославији.“ — Васа Павковић (књижевник, уредник и критичар)
- „Стрипови које смо волели је књига која ће у XXI веку бити подсетник на један од мање апострофираних културолошких чинилаца који су током претходног века обликовали свест савременика.“ — Слободан Ивков (уредник, критичар и селектор изложби)
- „У овој књизи, смели и оштроумни приређивачи остварили су изузетно постигнуће, прочешљавајући хиљаде табли стрипова и стрипских критика, и дестиловали опчињавајућу азбуку цртача и сценариста који су обликовали и развијали не само стрип своје домовине већ у неколико случајева и светски стрип.“ — Пол Гравет (писац, селектор изложби, историчар међународног стрипа, директор Фестивала „Комика“ у Лондону)

## Награде и признања
- Награда за издавачки подухват године на Сајму књига у Београду 2011.[2]
- „Стрипски догађај године“ по избору часописа НИН, Београд
- „Најбоље књиге 2011“ (категорија: стрип, посебно истицање) по избору дневника Јутарњи лист, Загреб